# Fumio Kišida
Fumio Kišida (japonsko 岸田 文雄), japonski politik; * 29. julij 1957, Tokio, Japonska.
Kišida je aktualni predsednik vlade Japonske. Položaj je prevzel 4. oktobra, ko je odstopil njegov predhodnik Jošihide Suga. Obenem je predsednik Liberalne demokratične stranke. Bil je tudi poslanec predstavniškega doma ter zunanji in obrambni minister.
Kišida, rojen v politični družini, je del svojega otroštva preživel v ZDA, kjer je obiskoval osnovno šolo v New Yorku. Po začetku finančne kariere je vstopil v politiko in bil leta 1993 izvoljen v predstavniški dom kot član LDP. V letih 2007–2008 imenovan na različna mesta v kabinetih premierjev Šinza Abeja in Jasue Fukude, leta 2012 pa je bil imenovan za ministra za zunanje zadeve, po tem, ko je Abe po splošnih volitvah leta 2012 ponovno postal premier. Imel je najdaljši staž zunanjega ministra v japonski zgodovini. Kišida je pozneje leta 2017 odstopil iz Abejeve vlade, da bi vodil svet za raziskave politik LDP. Po smrti nekdanjega šefa frakcije Makote Koge je leta 2012 prevzel tudi nadzor nad frakcijo Lō Kōčikaj.
Kišida, ki je dolgo veljal za potencialnega prihodnjega premierja, je kandidiral na volitvah vodstva LDP 2020, vendar je izgubil proti Jošihideju Sugi. Znova je za vodstvo stranke kandidiral leta 2021 in v drugem krogu zmagal proti nasprotniku Taru Konu. Štirinajst dni pozneje, 4. oktobra 2021, je Kišido za predsednika vlade potrdil tudi državni zbor. Ob tem je izjavil, da se bo njegov mandat osredotočil na »nov model kapitalizma«, pri čemer si bo prizadeval za izvajanje politik prerazporeditve in širitev srednjega razreda ter si prizadeval za okrepitev kvadrilateralnega varnostnega dialoga v okviru zunanje politike svobodnega in odprtega Indo-pacifika. Liberalna Demokratična starnka je leta 2021 obdržala večino sedežev parlamenta.